# Wolfgang Breuer
Wolfgang Breuer (25 marzo 1944) è un ex calciatore tedesco, di ruolo centrocampista.

## Carriera
Fu capocannoniere del campionato austriaco nel 1973. In Germania giocò a lungo in seconda serie con il Bayreuth.

## Palmarès
- Campionato austriaco: 1

SSW Innsbruck: 1972-1973
- Coppa d'Austria: 1

SSW Innsbruck: 1972-1973